# جولييان مارتينيز
جولييان مارتينيز (بالإسبانية: Julián Martínez Alonso)‏ هو منافس ألعاب قوى إسباني، ولد في 9 فبراير 1980 في إسبانيا.

## وصلات خارجية
- جوليان مارتينيز ألونسو على موقع الاتحاد الدولي لألعاب القوى (الإنجليزية)